# Dramatic School
Dramatic School is een film uit 1938 onder regie van Robert B. Sinclair. De film is gebaseerd op het toneelstuk School of Drama van Hans Székely en Zoltan Egyed. Destijds werd de film in Nederland uitgebracht onder de titel Carrière.

## Verhaal

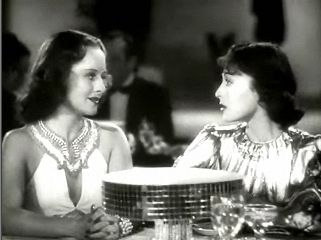
Nana en Louise

Louise Mauban is de meest toegewijde en getalenteerde leerling van de National School of Dramatic Arts. Ze krijgt les van Madame Charlot, bij wie ze constant in de problemen komt doordat ze regelmatig tijdens de lessen in slaap valt. De andere leerlingen van de klas proberen haar beter te leren kennen door haar uit te nodigen naar schoolfeesten, maar Louise weigert het aanbod keer op keer. Hierbij meldt ze keer op keer dat ze andere verplichtingen heeft.
Wat haar klasgenoten niet weten, is dat Louise 's avonds moet werken in een fabriek. Haar familie staat er financieel niet goed voor en Louise zal zelf geld moeten verdienen om zich haar plek op school te kunnen veroorloven. Eenmaal op school, is ze echter elke dag moe wegens het harde werk dat ze verricht heeft. Op een avond komt Markies Andre D'Abbencourt naar de fabriek om de werkomstandigheden te observeren. Dit doet hij voor zijn vriendin Gina Bertier, een actrice die binnenkort de rol van een arme fabrikant zal moeten spelen.
Louise voelt zich onmiddellijk aangetrokken tot Andre en krijgt fantasieën waarin ze een affaire met hem heeft. Op school liegt ze tegen haar klasgenoten dat ze daadwerkelijk een hartstochtelijke relatie met hem heeft. Nana, een medestudent die jaloers is op haar intelligentie, is ervan overtuigd dat Louise liegt. Om haar vermoedens te bewijzen, organiseert ze een feest waar ze zowel Louise als Andre naar uitnodigt.
Nana denkt dat Louise zal afgaan als op het feest blijkt dat Andre geen flauw benul heeft wie ze is. Hij krijgt echter het advies nooit de dromen van een tienermeisje te verwoesten en doet zich op het feest voor als haar vriendin. Die avond wordt hij verliefd op haar en niet veel later krijgen ze een relatie. Andre vindt het echter niets dat Louise constant bezig is met het theater en krijgt op een gegeven moment een affaire. Wanneer Louise ontdekt dat Andre de nacht heeft doorgebracht met een ander, zet ze hem onmiddellijk op straat.
Gloria heeft ondertussen de hoofdrol gekregen in het toneelstuk Joan of Arc. Op de avond van de première schopt ze echter een scène en wordt ze vervangen door Louise. Ze maakt hiermee haar grote doorbraak en haar vertolking van Jeanne d'Arc wordt positief ontvangen door het publiek. Na het optreden krijgt ze een bezoek van Andre, die spijt heeft van zijn daden. Louise weigert hem echter terug te nemen, omdat ze realiseert dat het theater haar grote liefde is.

## Rolverdeling
| Acteur           | Personage                  | Foto |
| ---------------- | -------------------------- | ---- |
| Luise Rainer     | Louise Mauban              |      |
| Paulette Goddard | Nana                       |      |
| Alan Marshal     | Markies Andre D'Abbencourt |      |
| Lana Turner      | Mado                       |      |
| Genevieve Tobin  | Gina Bertier               |      |
| John Hubbard     | Fleury                     |      |
| Henry Stephenson | Pasquel, Sr.               |      |
| Gale Sondergaard | Madame Therese Charlot     |      |
| Melville Cooper  | Boulin                     |      |
| Erik Rhodes      | Georges Mounier            |      |
| Virginia Grey    | Simone                     |      |
| Ann Rutherford   | Yvonne                     |      |
| Hans Conried     | Ramy                       |      |
| Rand Brooks      | Pasquel Jr.                |      |

## Achtergrond
In februari 1938 werd nieuwkomer Greer Garson aangewezen als de hoofdrolspeler. Zij raakte echter gewond bij een ongeluk met haar paard en moest vervangen worden. Op dat moment werd Rainer gecast, een actrice die diende als de tweede keuze voor de rol. In eerste instantie zou Reginald Owen de rol van Boulin spelen. Hij was echter genoodzaakt zich terug te trekken wegens een vol schema en werd vervangen door Cooper.
De film werd na de release in Amerika een grote flop. Critici spraken negatief over het resultaat en noemden het een aftreksel van Stage Door (1937). In Nederland werd de film bij de eerste keuring gekeurd voor "18 jaar en ouder", wegens de relaties die in de film plaatsvonden. Dit werd later gewijzigd naar "14 jaar en ouder", met de volgende toelichting:

Door de maatschappelijk ellende en de politieke onrust van onze dagen is een groot deel van het opgroeiend geslacht, dat voor de toekomst geen uitweg ziet, onverschillig, verbitterd, ruw en machteloos, ofwel het laat zich opnemen in een kuddegeest die tot onrecht en geweldpleging leidt.